# Juan XIII
Juan XIII (Roma, 910-Roma, 6 de septiembre de 972) fue el 133.er papa de la Iglesia católica, de 965 a 972.
Nacido como Juan Crescencio, tras pasar su vida en la corte papal, fue elegido para el Solio Pontificio cinco meses después de la muerte de su predecesor, León VIII (963–965), impuesto por el emperador Otón I como sucesor a Juan XII.
Miembro de la familia de los Crescencios, era hijo de Teodora la Joven, hermana de Marozia; en el momento de su elección era obispo de Narni y ocupó el trono pontificio con el rechazo del pueblo romano que prefería como papa a Benedicto V que aún vivía exiliado en Hamburgo.
Este rechazo popular provocó que, en diciembre de 965, los romanos encabezados por Rofredo, el conde de Campania, y por Pedro, el prefecto de la ciudad, hicieran huir a Juan XIII, que buscó refugio junto a Pandolfo, príncipe de Padua y de Benevento.
Enterado el emperador de la expulsión de su protegido, se dispuso a marchar sobre Roma, lo que provocó que los romanos, temerosos de las represalias, dieran muerte al prefecto Pedro y recibieran triunfalmente, el 14 de noviembre de 966, a Juan XIII.
En diciembre de 966, el emperador entró en Roma, donde permanecería durante casi seis años, y nombró como prefecto de la ciudad a Crescencio I, un hermano del papa.
Al año siguiente, el día de Navidad de 967, Juan XIII coronó coemperador al hijo de Otón, Otón II de tan solo doce años de edad.
Cinco años después, en 972, el papa casaba a Otón II con Teófano, la sobrina del emperador bizantino Juan I Tzimisces, con lo que se abría un período de entendimiento entre Occidente y Oriente.
En su vertiente religiosa, el papado de Juan XIII es recordado por la evangelización de los húngaros y polacos; por los intentos de reorganización de la Iglesia que le llevaron a la creación del Arzobispado de Magdeburgo y otros de rito latino en el sur de Italia, lo que redujo la influencia del Imperio bizantino y su Iglesia ortodoxa en esa región; y por la costumbre de bendecir y dar nombre a las campanas de las iglesias.
Falleció el 6 de septiembre de 972.